# Claire Duhamel
Claire Duhamel (* 6. September 1925 in Vineuil-Saint-Firmin; † 7. Februar 2014; geboren als Claire Virant) war eine französische Schauspielerin.

## Leben
Sie debütiert 1948 in Le droit de l'enfant. Alain Resnais besetzt sie für seine Filme Der Krieg ist vorbei und Je t'aime, je t'aime. Weltweit bekannt wird sie als Mutter von Christine Darbon (Claude Jade) in François Truffauts Doinel-Filmen Geraubte Küsse und Tisch und Bett.

## Filmographie (Auswahl)
- 1951: Chefarzt Dr. Delius (Un grand patron)
- 1953: Une nuit à Megève
- 1956: Mannequins de Paris
- 1957: Liebe, Lumpen, Leidenschaften (Le grand bluff)
- 1960: Fortunat
- 1962: Rue du Havre
- 1963: Madame Sans Gêne (Fernsehfilm)
- 1966: Der Krieg ist vorbei (La guerre est finie)
- 1966: A nous deux, Paris!
- 1968: Geraubte Küsse (Baisers volés)
- 1968: Ich liebe dich, ich liebe dich (Je t’aime, je t’aime)
- 1968: L’homme à la Buick
- 1970: Tisch und Bett (Domicil conjugale)
- 1997: Es wird aufgegessen (Mange ta soupe)
- 2002: Les enquêtes d’Éloïse Rome (Fernsehserie)